# Maigret e la famiglia felice
Maigret e la famiglia felice (titolo originale francese Maigret et les Braves Gens), pubblicato in versione italiana anche col titolo Maigret e le persone perbene, è un romanzo poliziesco di Georges Simenon con protagonista il commissario Maigret, il cinquantottesimo della serie dedicata al celebre personaggio.
Scritto dal 5 all'11 settembre 1961 in Svizzera, fu pubblicato nell'aprile 1962 per l'editore Presses de la Cité; apparve a puntate sul quotidiano Le Figaro, dal 31 maggio al 27 giugno 1962 (nn. 5518-5541).

## Trama
In una Parigi di fine estate Maigret è chiamato a indagare sull'omicidio di un anziano imprenditore della carta, René Josselin, assassinato nel salotto di casa, apparentemente senza motivo. La moglie di Josselin, insieme alla figlia e al genero, è apparentemente distrutta dal dolore, non riuscendo a spiegarsi i motivi di un così efferato crimine. Un'aura particolare gravita attorno a casa Josselin e Maigret, coadiuvato nell'inchiesta da Torrence e Lapointe, cerca di penetrarla, ma tutti i conoscenti, dal medico di famiglia alla custode del palazzo, dai negozianti del quartiere agli impiegati della cartiera di famiglia affermano che i Josselin sono persone perbene e che nessuno di loro si sarebbe mai aspettato una simile tragedia in una famiglia tanto stimata.
In un'inchiesta costellata di birre, Maigret trova la svolta nelle indagini entrando in un bistrot non lontano da casa Josselin: non ordina una birra, ma un'acquavite e comincia una chiacchierata con il cameriere del locale. Chiacchierata che si rivelerà decisiva non tanto per la soluzione del caso che rimane come sospeso, ma per una sua possibile spiegazione basata su un fratello della signora Josselin la cui esistenza era stata taciuta da tutti.

## Adattamenti

### Televisione
- Episodio dal titolo Keishi to zenryōna hitobito, telefilm giapponese di Fujita Meiji, con Kinya Aikawa (Commissaire Maigret), in onda nel 1978.
- Episodio dal titolo Maigret et les braves gens, facente parte della serie televisiva Les enquêtes du commissaire Maigret per la regia di Jean-Jacques Goron, trasmesso per la prima volta su Antenne 2 il 14 agosto 1982, con Jean Richard nel ruolo del commissario Maigret.

## Edizioni italiane
- Maigret e la famiglia felice, traduzione di Elena Cantini, Collana Le inchieste del commissario Maigret n°2, Milano, Arnoldo Mondadori Editore, 1966. - Collana Oscar n.220, Mondadori, 1969.
- Maigret e la famiglia felice, traduzione di Marianna Basile, Collana Oscar Gialli n.289, Milano, Mondadori, 1993, ISBN 88-04-36807-1. - Postfazione di Alberto Savinio, Collana Oscar Narrativa n.1401, Mondadori, 1994.[2]
- Maigret e le persone perbene, traduzione di Annamaria Vailly Carenzi, Collana Gli Adelphi n° 324, Milano, Adelphi, 2008,  p. 160, ISBN 978-88-459-2253-4.
- Maigret e le persone perbene, in  Romanzi II, a cura di Jacques Dubois e Denis Benoît, Collezione La Nave Argo n°13, Milano, Adelphi, 2010, ISBN 978-88-459-2539-9.
- Maigret e le persone perbene, in  I Maigret 12, Collana Maigret, Milano, Adelphi, 2016, ISBN 978-88-459-3061-4. - nuova ed., Adelphi, 2019, ISBN 978-88-459-3384-4.